# Maria Ressa
Maria A. Ressa (født 2. oktober 1963) er en filippinsk journalist, forfatter og medstifter samt chefredaktør af den filippinske netavis, Rappler. Hun var inkluderet i Time Magazine Person of the Year 2018 under titlen "The Guardians", hvilket fremhævede journalister, der stod overfor forfølgelse, arrestation eller mord for deres journalistisk indberetninger.
Ressa er en af de 25 personer i Information and Democracy Commission lanceret i 2018 af Journalister uden grænser.
Ressas første job var hos CNN, hvor hun arbejdede først i Manila fra 1988 til 1995 og så i Jakarta fra 1995 til 2005. Som CNNs førende efterforskningsreporter i Asien specialiserede hun sig i at undersøge terroristnetværk. Fra 2004 arbejdede Ressa for ABS-CBN, CNN og The Wall Street Journal.
Hun har skrevet to bøger om terrorismens vækst i sydøstasien: Seeds of Terror: An Eyewitness Account of Al-Qaidas Newest Center (2011) og Fra Bin Laden til Facebook 10 Days of Abduction, 10 Years of Terrorism (2013).
Hun etablerede netavis Rappler i 2012. Netavisen startede som en Facebook-side i august 2011 under navnet MovePH  og senere blev et selvstændig website den 1. januar 2012. Sitet er siden blevet en stor nyhedsportal på Filippinerne og har modtaget adskillige lokale og internationale priser.
Tysk instruktøren Marc Wiese følger Maria Ressa og Rapplers kritisk dækning af den filippinske præsident Rodrigo Dutertes "krig på narkotika" i dokumentaren We Hold the Line, der vandt F:ACT Award på CPH:DOX 2020.

## Udgivelser
- Seeds of Terror: An Eyewitness Account of Al-Qaidas Newest Center (Free Press 2011) ISBN 9781451636345
- From Bin Laden to Facebook: 10 Days of Abduction, 10 Years of Terrorism (ICP 2013) ISBN 9781908979537

## Priser og hædersbevisninger
- 1999 - Asian Television Awards for Indonesia [8]
- 2002 - National Headliner Award for Investigative Journalism [8]
- 2004 - Honorable mention sammen med Ken Shiffman fra Overseas Press Club for CNN Presents dokumentar "Seeds of Terror". [9]
- 2007 - The Outstanding Women in the Nation’s Service (TOWNS) (Philippines). [10]
- 2015 - Prisen "Excellence In Broadcasting Lifetime Achievement" ved den 29. PMPC Star Awards for Television.[11]
- 2016 - Ressa var omtalt som en af de otte mest indflydelsesrige og magtfulde kvindelige ledere på Filippinerne af jobrekrutteringssite Kalibrr.[12]
- 2017 - 2017 Democracy Award fra National Democratic Institute (NDI). Hædersbevisningen gik til Rappler. Ressa repræsenterede Rappler i Washington, DC ved NDIs årlige "middag for demokratiet" hvor aftenens emne var "Disinformation vs. Demokrati: kæmpen for fakta".[13]
- 2018 - Golden Pen of Freedom fra World Association of Newspapers and News Publishers (WAN-IFRA). [14]
- 2018 - Indgår i "The Guardians", en gruppe journalister der udnævnes som Time Person of the Year 2018, for deres kamp i "krigen mod sandheden". [15][1] Ressa er den anden filippinske kvinde, der får titlen efter den tidligere præsident Corazon Aquino i 1986.
- 2019 - Udnævnt af Time som én af de "100 mest indflydelsesrige mennesker i verden". [16]
- 2019 - Columbia Journalism Award fra Columbia University Graduate School of Journalism, skolens højeste ære, "for dybden og kvaliteten af sit arbejde, samt hendes mod og vedholdenhed på området". [17]
- 2019 - Shorenstein Journalism Award fra Stanford University [18]
- 2019 - "Tribute Honour" fra Canadian Journalism Foundation (CJF), som anerkender en journalist, der har haft indflydelse på den internationale scene. [19]
- 2019 - Udnævnt af BBC i BBC 100 Kvinder 2019. [20]
- 2021 - Nobels fredspris.[21]